# 暁の暴君
『暁の暴君』（あかつきのタイラント）は、伊織による日本の柔道漫画作品。『週刊少年サンデー』（小学館）にて、2015年45号から2016年42号まで連載された。

## 登場人物
朱点一真（あかつき かずま）

大嶽昭徳（おおたけ あきのり）
講英館第五代館長。
観月まとい（みづき まとい）
暁学園の部員一人の新聞部部長。
戸叶（とがのう）
新聞記者。
メイド長
暁家のメイドを束ねる長。
玖皇燿（くおう あきら）

澤村竜二（さわむら りゅうじ）

虎熊周五郎（とらくま しゅうごろう）
柔道の歴史においても16人しかいない十段所有者。昭和の牛若丸と呼ばれた。70歳。
井上創治（いのうえ そうじ）
七段。
岩政鉄（いわまさ てつ）
大学二年生にして世界ジュニア選手権で準優勝を果たした重量級の新星（ホープ）。
岩政鉉（いわまさ げん）
岩政鉄の兄。24歳。
軍場ハヤト（いくさば ハヤト）
軽量級ながら、東京都のジュニア選手権で100kg超級の岩政鉄に接戦を勝利し注目される。
軍場ハヤトの父
父と息子、二人だけの家族でハヤトを鍛える。
高木（たかぎ）
大嶽館長の側近で情報収集を主に務める。
下山（しもやま）
去年の講英館杯で優勝した超級。
秋吉（あきよし）
GDS（グランドスラム）パリで2位の90kg級。
馬頭隆（ばとう たかし）
全日本選手権本戦にも常連の古豪。警察官。
城島（じょうしま）
東京総警サービス所属。四段。
松林（まつばやし）
夕日化成所属。五段。
貞本（さだもと）
東体大職員。四段。
天童（てんどう）

立壁のぼる（たてかべ のぼる）
72歳。東京オリンピック68kg級金メダリスト。
大文字厚（だいもんじ あつし）
70歳。67年全日本選手権準優勝。
藤春花（ふじ はるか）
71歳。69年世界選手権70kg級金メダリスト。
温羅元次朗（うら げんじろう）
4年前の高校時代に金鷲旗大会で玖皇と決勝を戦った。
時曳翼（じびき つばさ）
寝技の熟練者（エキスパート）。
浅間寺（せんげんじ）
オリンピックにも出たベテラン。
早房（はやぶさ）
全日本選手権の昨年準優勝。
阿傍雄高（あぼう ゆたか）
全日本選手権10年連続出場。33歳。
埴谷動山（はにや どうざん）
18歳。全日本選手権初出場。四国に現れた重量級の超新星。
リリアン・ボナパルト
“皇帝（エンペラー）”の異名を持つオリンピック100kg超級金メダリスト。身長230cm体重150kg。

## 書誌情報
- 伊織『暁の暴君』 小学館〈少年サンデーコミックス〉、全5巻
  1. 2016年3月18日発売[3][1]、ISBN 978-4-09-126749-8
  2. 2016年6月17日発売[4]、ISBN 978-4-09-127135-8
  3. 2016年8月18日発売[5]、ISBN 978-4-09-127326-0
  4. 2016年10月18日発売[6]、ISBN 978-4-09-127402-1
  5. 2016年11月18日発売[7]、ISBN 978-4-09-127421-2